# Sialia
Sialia és un gènere d'ocells de la família dels túrdids (Turdidae). Aquests moixons de color general blau, sobretot els mascles, habiten a les zones boscoses d'Amèrica del Nord i Central.

## Comportament
Els Sialia són territorials i prefereixen els prats oberts amb arbres dispersos. Això és similar al comportament de moltes espècies de picots. Solen produir entre dues i quatre cries durant la primavera i l'estiu (de març a agost al nord-est dels Estats Units). Els mascles identifiquen possibles llocs de nidificació i intenten atreure possibles parelles femelles a aquests llocs de nidificació amb comportaments especials que inclouen cantar i batre les ales, i després col·locar algun material en una caixa niu o cavitat. Si la femella accepta el mascle i el lloc de nidificació, ella sola construeix el niu i incuba els ous.
Els depredadors de les siàlies joves als nius poden incloure serps, gats i mapaches. Les espècies d'ocells que competeixen amb els siàlies pels llocs de nidificació inclouen l'estornell comú, la cornella nord-americana i el pardal comú, que ocupen els llocs de nidificació de les siàlia, matant les cries, aixafant els ous i probablement matant els siàlies adults.
Els Sialia se senten atretes per les menjadores d'ocells, plenes de larves de escarabat, que molts majoristes de productes per a ocells venen com a cucs de la farina. També mengen panses remullades en aigua. A més, a l'hivern, utilitzen els banys amb aigua calenta per a ocells als patis del darrere de les cases.
A la dècada de 1970, el nombre de siàlies havia disminuït en estimacions que oscil·laven entre el 70% a causa de la competència, sense èxit, per les cavitats de nidificació amb els pardals comuns i els estornells, ambdues espècies introduïdes, juntament amb una disminució de l'hàbitat. A finals del 2005, el Laboratori d'Ornitologia de la Universitat Cornell va informar d'albiraments de siàlies al sud dels Estats Units com a part del recompte anual d'ocells en els pati de les cases, un fort indici del retorn d'aquestes espècies a la regió. Aquest augment es pot atribuir en gran part a un moviment de voluntaris que estableixen i mantenen el seguiment d'aquestes espècies.
El consum d'insectes dels ocells blaus els fa populars als jardins particulars.

## Taxonomia
El gènere Sialia va ser introduït pel naturalista anglès William Swainson el 1827 amb la siàlia oriental (Sialia sialis) com a espècie tipus. Un estudi filogenètic molecular utilitzant seqüències mitocondrials publicades el 2005 va trobar que Sialia, Myadestes (solitaris) i Neocossyphus (tords mosquiters africans) formaven un clade basal de la família Turdidae. Dins de Sialia, la siàlia muntanyenca era germàna de la siàlia oriental.
Segons la classificació del IOC (versió 15.1, 2025) hom distingeix tres espècies:
- Sialia sialis - siàlia oriental.
- Sialia mexicana - siàlia occidental.
- Sialia currucoides - siàlia muntanyenca.